# عشيرة النشاشيبي

النشاشيبي هو اسم عائلة فلسطينية بارزة مقرها القدس.
بعد الحرب العالمية الأولى، خلال الفترة البريطانية، كان راغب النشاشيبي محافظ القدس ما بين (1920-1934)، هناك فرع من العائلة، الحسني، معروف بأنه انتقل إلى دمشق في سوريا، هناك فرع ثانوي آخر، هو أكتان، يفترض أنه تم إنشاؤه في تركيا لذرية ضابط كبير من نشاشيبي العثماني الذي انسحب إلى تركيا بعد الحرب العالمية الأولى وسقوط فلسطين من الحكم العثماني، لا يُعرف سوى القليل عن مكان وجود العائلة المفترض في مصر.

## التاريخ

### العصر المملوكي والعثماني
أفيد أن نشاشيبيين هم من الأكراد أو التركمان أو من أصل عربي (حيث قد يشير اسمهم إلى ما يعادل كلمة «فليتشر» في اللغة الإنجليزية)، أصبحوا أولاً بارزين في القدس مع ظهور ناصر الدين النشاشيبي الذي هاجر إلى القدس من مصر في عام 1469م، وقد تم اختياره لحراسة المسجد الأقصى والمسجد الإبراهيمي في الخليل، كما يُعزى إلى ناصر الدين أنه أول مسؤول يجلب «مواسير» ويوجه المياه إلى القدس من منطقة بيت لحم (الخضر)، بوابة لساحة الحرم القدسي سميت باسمه.
أصبحت الأسرة واحدة من العائلات المسلمة البارزة في القدس كملاك الأراضي والتجار والمسؤولين الحكوميين وبعد ذلك كمحترفين، كعائلة من «الأشخاص المهمين» في القدس، كان أحد كبار شيوخ الأسرة، رشيد النشاشيبي، واحدًا من شخصين تم اختيارهما لتمثيل القدس في المجلس العثماني في عام 1910.
على الرغم من موقفهم المفضل نسبياً مع العثمانيين، فقد شارك بعض أفراد الأسرة في الكفاح ضد النظام العثماني، كان العضو البارز في الأسرة الذي عارض الحكم العثماني وأعدم بسبب تحريضه القومي العربي والدعوة له هو علي عمر النشاشيبي (المشار إليه أيضًا في بعض كتب التاريخ باسم البيطار علي، وهو بيطار يعني الطبيب البيطري)، وكان طبيب بيطري بتكليف من ضابط في الجيش العثماني ومؤسس واحدة من أقدم الحركات القومية العربية «جمعية القحطاني»، أعدم علي عمر على يد جمال باشا في بيروت في ساحة الشهداء في عام 1917 بتهمة التآمر والتحريض السياسي داخل الجيش العثماني.

### فترة الانتداب البريطاني

عائلة النشاشيبي عام 1929م، راغب النشاشيبي يقف فوق العروس

كان لعائلة النشاشيبي تأثير قوي في الشؤون الفلسطينية خلال فترة الانتداب البريطاني من 1920 إلى 1948، خلال هذه الفترة، تنافسوا مع عشيرة الحسيني، وهي عائلة بارزة أخرى في القدس، على قيادة الشؤون السياسية العربية الفلسطينية، شكلت وجهات نظر هاتين العائلتين إلى حد كبير المواقف السياسية المتباينة للعرب الفلسطينيين في ذلك الوقت، وكانت العائلة المؤثرة الأخرى هي الخالدي.[بحاجة لمصدر]
كان راغب نشاشيبي، رئيس عشيرة النشاشيبي في ذلك الوقت، شخصية سياسية مؤثرة طوال فترة الانتداب البريطاني وما بعدها، تم تعيينه محافظ القدس عام 1920 من قبل البريطانيين، وساعد في تشكيل الحزب الوطني العربي الفلسطيني في عام 1928 وحزب الدفاع الوطني في عام 1934، في عام 1936، انضم إلى اللجنة العربية العليا، التي تشكلت بمبادرة من أمين الحسيني، من عشيرة الحسيني المنافسة؛ ومع ذلك، انسحب راغب وحزب الدفاع الوطني الذي تسيطر عليه العشيرة من اللجنة بشكل مبكر.
اندلعت الثورة العربية عام 1936 بسبب معارضة الهجرة اليهودية، التي زادت بشكل كبير بسبب معاداة السامية في أوروبا، بدأ استهداف أفراد عائلة النشاشيبي، وكذلك الجالية اليهودية والإداريين البريطانيين، اضطر راغب النشاشيبي إلى الفرار إلى مصر بعد عدة محاولات لاغتياله، والتي أمر بها المفتي «أمين الحسيني»، ساعد فخري النشاشيبي، ابن شقيق راغب، في تنظيم قوات تُعرف باسم «عصابات السلام» لمحاربة المتمردين وتقديم المعلومات إلى البريطانيين، في أعقاب اغتيال القائم بأعمال مفوض الجليل البريطاني بالنيابة لويس يلاند أندروز في 26 سبتمبر 1937، حظر البريطانيون اللجنة العربية العليا، واعتقلوا أعضائها وأمروا الأحزاب السياسية القومية بحل، ولم يخضع راغب النشاشيبي وحزب الدفاع الوطني للحظر. وألقي القبض على العديد من الشخصيات السياسية الأخرى أو ترحيلهم أو الذهاب إلى المنفى.

### الآراء
اعتُبرت عائلة النشاشيبي معتدلة سياسياً مقارنةً بوجهات النظر الأكثر تشددًا لعائلة الحسيني، فضل النشاشيبيون المعارضة السياسية وليس العنيفة للانتداب البريطاني والصهيونية، كانوا أيضا على استعداد لتقديم تنازلات في بعض المناطق لم يكن الكثير من الفلسطينيين كذلك، على سبيل المثال، فضلت عائلة النشاشيبي التقسيم الذي اقترحته بريطانيا في عام 1937 وقبلت بشكل كتابي الورقة البيضاء لعام 1939، على الرغم من أنها تراجعت عندما هاجمها خصوم سياسيون، وبالمثل، فضل النشاشيبي المشاركة العربية في المجلس التشريعي الذي اقترحه الانتداب البريطاني، والذي سيضم ممثلين عن مختلف الجماعات الدينية في فلسطين في ذلك الوقت.
عمومًا، دعت عائلة النشاشيبي وأتباعهم السياسيين إلى التسوية مع الصهاينة والسلطات البريطانية، وهذا يتناقض تناقضا صارخا مع آراء الحسينيين، الذين دافعوا عن الرفض التام لسياسة إعلان بلفور، الحزب العربي الفلسطيني، الذي شكله حزب الحسيني في عام 1935 استجابةً لتشكيل حزب الدفاع الوطني لنشاشيبي، آمن بالبرنامج الأقصى لحلّ الوطن القومي اليهودي وإنشاء حكومة عربية فقط، ومع ذلك، شعر النشاشيبيون أن العرب كانوا على الأرجح يحققون أهدافهم السياسية من خلال العمل ضمن نظام الانتداب، بدلاً من القتال ضده.

### منافسة الحسيني النشاشيبي
طوال فترة الانتداب البريطاني، كانت عشيرتا الحسيني والنشاشيبي أقوى عائلتين عربيتين في فلسطين وتنافسا باستمرار على السلطة، في حين لم تختلف العائلتان في أهدافهما طويلة الأجل (وقف تدفق اليهود الأوروبيين والحفاظ على الدولة العربية الفلسطينية)، فقد اختلفوا حول أفضل طريقة لتحقيق هذه الأهداف، رفضت عائلة الحسيني الانتداب البريطاني والصهيونية ككل، بينما شعر النشاشيبيون بأن أفضل طريقة هي التسوية السياسية.
انحرفت السياسة في فلسطين ككل بشكل كبير على طول الصدع الذي خلقته هاتان العائلتان، لقد أنتج هذا مستوى من الفصائل بين العرب الفلسطينيين الذين شلهم في الغالب في محاربة الصهيونية، بالإضافة إلى ذلك، غالبًا ما أسفرت المشاحنات الحزبية عن عرقلة عائلة واحدة لسياسات العائلة الأخرى التي ربما كانت في الصالح الوطني، لسوء الحظ بالنسبة للفلسطينيين العرب، فإن قدرتهم على التفاوض بفعالية تعوقهم في كثير من الأحيان عدم قدرتهم على تقديم جبهة موحدة بشأن قضية الصهيونية.
حول التنافس، علقت افتتاحية في جريدة فلسطين باللغة العربية في عشرينيات القرن الماضي:
لقد اخترقت روح الفصائل معظم مستويات المجتمع، يمكن للمرء أن يرى ذلك بين الصحفيين والمتدربين، والرتبة والملف، إذا سألت أي شخص: من يدعم؟ سوف يرد بكل فخر، الحسيني أو النشاشيبي أو. . . سوف يبدأ في سكب غضبه ضد معسكر المعارضة بطريقة أكثر إثارة للاشمئزاز.